# Божидар Лаврич
Божидар Лаврич (Нова Вас, 10. новембар 1899 — Љубљана, 15. новембар 1961) био је учесник Народноослободилачке борбе, универзитетски професор, лекар, санитетски пуковник ЈНА у резерви и академик.

## Биографија
Рођен је 10. новембра 1899. године у Новој Васи. Након завршене школе, студирао је медицину у Загребу, Паризу и Прагу, где је дипломирао 1924. године и промовисан у доктора медицинских наука. Специјализацију из хирургије завршио је у Загребу, 1930. године, а усавршавао се у Француској (1925), Сједињеним Америчким Државама (1938, 1947) и Шведској (1954).
До 1933. године радио је у Шибенику, где је као лекар увео властиту методу одстрањења ехинокока, као и Загребу, где је службовао као асистент на загребачкој хируршкој клиници. Након тога, преузима руковођење хируршког одељења у Марибору. Убрзо потом, др Лаврич постаје начелник Другог хируршког одељења Опште државне болнице у Љубљани. Године 1936. др Лаврич бива постављен као приватни доцент на предмету Топографска анатомија на Медицинском факултету Универзитета у Љубљани. У звање доцента промовисан је 1940. године, када је уведен предмет Хирургија. До Другог светског рата, др Лаврич је био председник Ротари клуба за Љубљану.
Након окупације Краљевине Југославије, 1941. године, др Лаврич се придружио Народноослободилачком покрету (НОП). Исте године је постао члан Комунистичке партије Југославије (КПЈ). Италијани су га држали у интернацији између 1942. и 1943. године, да би након капитулације Краљевине Италије био ослобођен и радио је у болницама за рањене партизане у Барију, а у Београду је 1944. постао главни хирург НОВЈ.
Након ослобођење Југославије, 1945. је именован за редовног професора Хирургије на Медицинском факултету у Љубљани. Др Лаврич је био један од иницијатора оснивања Института за трансфузију, те подстакао развој савремене анестезиологије, чиме су створени услови за напредак и развој опште хирургије, поготово грудне и кардиоваскуларне хирургије. Преузео је целокупну плућну хирургију, организовао две групе за рад у антитуберкулозним лечилиштима на Голнику и Тополшици и увео декортикацију и ресекцију плућа због малигнитета и туберкулозе. До 1949. године био је декан љубљанског Медицинског факултета, а потом ректор Високе медицинске школе, да би од 1956. до 1958. године био ректор Универзитета у Љубљани.
Др Лаврич је први радио захвате на срцу, убрзо и на отвореном срцу. Ово постигнуће је др Лавричу и његовом тиму донело Кидричеву награду 1959. године. Иако је највећи део времена посветио хирургији срца, др Лаврич се бавио и другим хируршким областима: увео је пластичну хирургију и развио трауматологију и неурохирургију. Трудио се да унапреди негу хируршких пацијената и увео физиотерапију после операција.
Био је лични хирург Јосипа Броза Тита, којег је пратио га на путовањима по свету. Током болести енглеског краља Џорџа VI, и др Лаврич је био један од консултованих стручњака.
Умро је 15. новембра 1961. године у Љубљани. Сахрањен је уз највише војне и државне почасти на Централном гробљу Жале у Љубљани.

## Одликовања и признања
Носилац је Партизанске споменице 1941. и других високих југословенских одликовања, међу којима су — Орден заслуга за народ првог реда, Орден рада првог реда, Орден југословенске заставе другог реда, Орден заслуга за народ другог реда и Орден братства и јединства другог реда. Имао је чин резервног пуковника ЈНА.
Добитник је Прешернове награде 1950. године, док је 1999. године изашла поштанска маркица Републике Словеније са његовим ликом.
Био је почасни члан многих хируршких друштава у Чехословачкој, НР Бугарској и Западној Немачкој, потом члан Словеначке академије наука и уметности (САЗУ) од 1949. године (од 21. марта 1950. до смрти био потпредседник САЗУ), од 1955. године дописни члан Југословенске академије знаности и умјетности (ЈАЗУ) и Српске академије наука и уметности (САНУ), Удружења хирурга Велике Британије и Ирске, Удружења хирурга у Лиону (Француска), спољни члан Француске хируршке академије, почасни доктор Универзитета у Нансију, члан Међународног удружења хирурга и члан уређивачких одбора словеначких и иностраних стручних часописа.
Објавио је око 80 чланака у признатим словеначким и иностраним часописима.

## Фото-галерија
- Др Божидар Лаврич, 1937.
- Др Божидар Лаврич, 1949.
- Др Божидар Лаврич (десно, други ред) са медицинским тимом након операције Јосипа Броза Тита, 1951.
- Др Божидар Лаврич са Титом у шетњи након операције, 1951.
- Почасна стража на сахрани др Божидара Лаврича, 1961.
- Партизанска споменица 1941.